# Nathan Lee Miller
Nathan Lee Miller (* 6. März 1866 in Danville, Morgan County, Alabama; † 7. Juli 1934) war ein US-amerikanischer Politiker.
Millers Schulbildung begann auf der High School in Danville. Später besuchte er das State Normal College in Florence, ehe er an der Bellevue Academy in Birmingham die Rechtswissenschaften studierte. Zwischen 1889 und 1891 diente er bei den Alabama State Troops und bekleidete dort den Rang eines Lieutenant. Danach verdiente er sein Geld als städtischer Sekretär im Gericht von Birmingham bis 1898. Im Jahr 1897 wurde er in die Anwaltskammer aufgenommen.
Ab den 1890er Jahren engagierte sich Miller politisch. 1890 wurde er Sekretär des Exekutivkomitees der Demokratischen Partei im Jefferson County; 1894 übernahm er den gleichen Posten auf Staatsebene. Seinen politischen Höhepunkt erlebte Miller im Jahr 1918, als er am 5. November in das Amt des Vizegouverneurs von Alabama gewählt wurde. Dieses Amt übte er bis 1923 aus.